# 貝爾沃城堡
貝爾沃城堡（Belvoir Castle，i/ˈbiːvər/，BEE-vər）是位於英格蘭萊斯特郡的一座英國鄉村別墅，被列入英國一級登錄建築。城堡屬拉特蘭公爵所有，其中一部分至今仍被曼納斯家族用作家庭住宅，但城堡目前對外開放參觀。

## 歷史

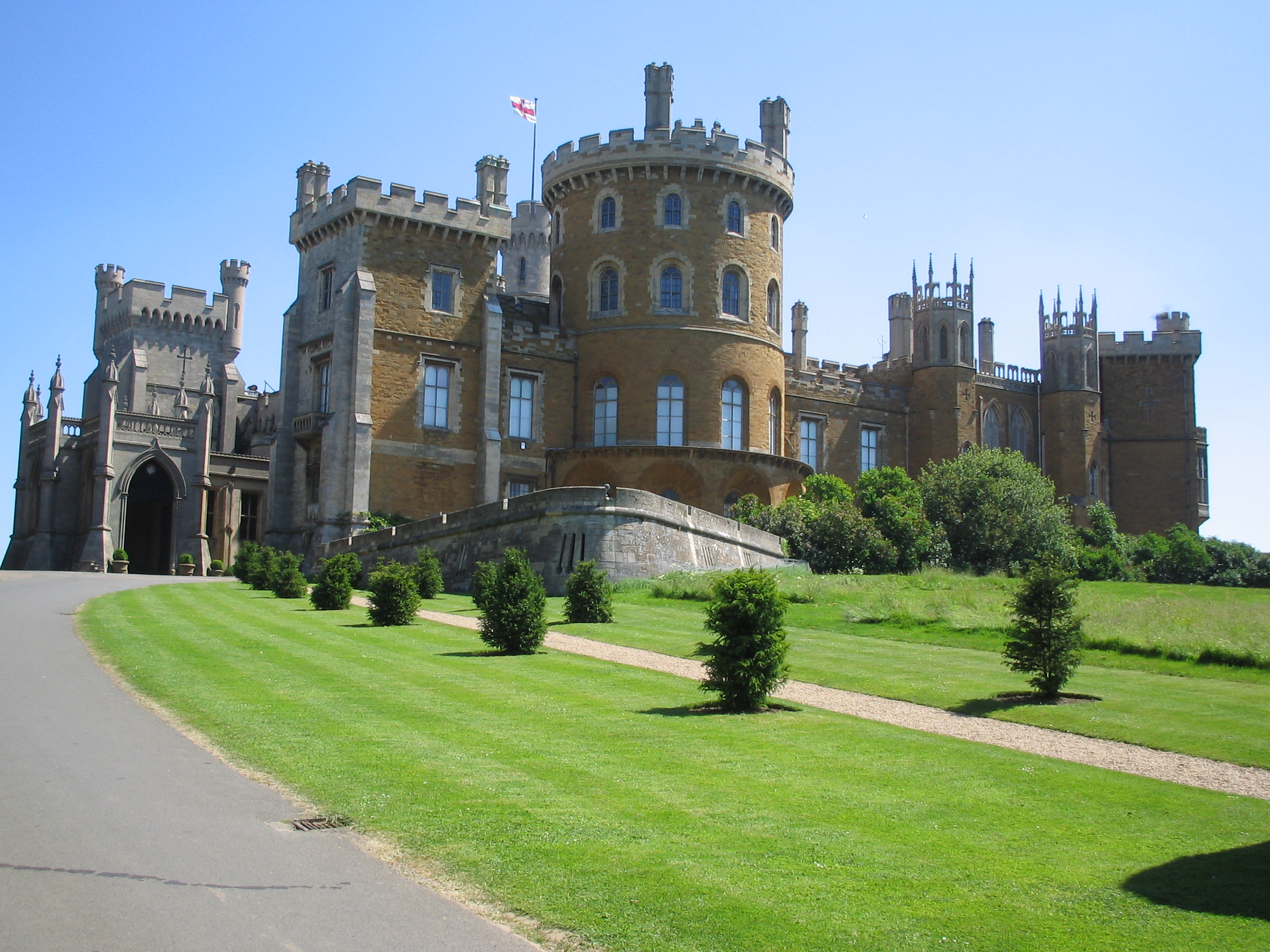
今日的貝爾沃城堡

現在的貝爾沃城堡是第四代建築。這裡最早是一座諾曼式建築，1464年城堡被摧毀，並於1528年由第一代拉特蘭伯爵湯瑪斯·曼納斯重建了一座新的城堡，其完工於1555年。用來建造城堡的石材大多來自克勞克斯頓修道院和貝爾沃小修道院:22。
17世紀，城堡中的僕從母女瓊、瑪格麗特和菲莉帕·弗拉沃被指控用巫術謀殺了第六代拉特蘭伯爵弗朗西斯·曼納斯的兩個兒子。瓊在監禁期間死去，而她的兩個女兒瑪格麗特和菲莉帕則被吊死。
1649年，城堡被國會議員們摧毀。城堡的重建自1654年起開始動工，第三代城堡被設計成一座大型家庭住宅:8，由建築師約翰·韋伯所設計。城堡於1668年完工:32，總共耗資11730英鎊。
1799年至1816年期間，貝爾沃城堡重建為浪漫的哥德復興式建築風格，負責設計的建築師為詹姆斯·懷亞特。但城堡在完工沒多久的1816年10月26日就幾乎毀於大火。此次大火帶給公爵一家的損失大約是120000英鎊，包括了被燒毀的提齊安諾·維伽略、彼得·保羅·魯本斯、安東尼·范戴克和約書亞·雷諾茲等人的畫作。
大火之後，拉特蘭公爵夫人伊莉莎白·曼納斯以大致相同的設計重建了城堡，這次的重建花了82000英鎊，於1832年大致完工。建築師詹姆斯·桑頓爵士（Sir James Thornton）為這次重建的主要負責人:50，他同時也是拉特蘭公爵的朋友和巴茨佛德的教區牧師。
1840年代中期，貝德福德公爵夫人安娜·羅素在造訪第五代拉特蘭公爵期間，在此地首創了下午茶。

## 外部連結
- Official website* （页面存档备份，存于）
- Manners Arms （页面存档备份，存于）
- Flickr photos tagged Belvoir Castle
- Belvoir Castle view video （页面存档备份，存于） retrieved 18 Dec 2010

52°53′40″N 0°46′57″W / 52.89450°N 0.78256°W